# 藤崎康夫
藤崎 康夫（ふじさき　やすお、1936年3月30日 - ）は、日本の評論家、移民史研究者、児童文学作家。
ブラジル日本語新聞「ニッケイ新聞」（旧名パウリスタ新聞）東京支社名誉支社長。雑誌『児童文学』編集長。

## 経歴
熊本県生まれ。1944年朝鮮から引き揚げ。1958年熊本大学教育学部理科学科卒業。天草、東京で中学校教師等を経て、著作活動へ。南米の日本人移民の調査などを行った。
第17回日本児童文芸家協会賞受賞。弟子に奥野修司などがいる。

## 著書
- 『棄民 日朝のゆがめられた歴史のなかで』（サイマル出版会） 1972
- 『陛下は生きておられた ブラジル勝ち組の記録』（新人物往来社） 1974
- 『サントス第十四埠頭』（中央公論社） 1976
- 『密航者 ドキュメント』（草風社） 1977
- 『ベトナムの難民たち』（ワールドフォトプレス） 1980
- 『御岳山噴火』（桐原書店） 1981
- 『航跡 ロシア船笠戸丸』（時事通信社） 1983
- 『まぼろしの木曽っ子 最後の木曽馬を守った開田村の人びと』（中島通善絵、くもん出版、くもんのノンフィクション・愛のシリーズ） 1984
- 『愛のかけ橋はきえず 韓国の孤児をそだてた望月カズの一生』（伊藤展安絵、くもん出版、くもんのノンフィクション・愛のシリーズ） 1985
- 『グリム童話とメルヘン街道』（写真、くもん出版） 1985
- 『グリムものがたり』（西岡とし子絵、教育出版センター、ジュニア・ノンフィクション） 1985
- 『涙のタッチダウン 車イスにのったアメフトの名選手・猿木唯資』（小林与志絵 、PHP研究所、PHP愛と感動のノンフィクション） 1985
- 『よみがえれ私の青春 少年院・交野女子学院の記録 ドキュメンタリー・レポート』（小学館） 1985
- 『棄てられた日本人 戦禍と差別の下で』（マルジュ社） 1986
- 『愛と勇気の鐘 孤児たちに一生をささげる品川博の愛の軌跡』（くもん出版、くもんのノンフィクション・愛のシリーズ） 1987
- 『時代をつかめこの手のなかに 日本初のプロ・カメラマン上野彦馬』（小島直絵、PHP研究所、PHP愛と希望のノンフィクション） 1988
- 『緑のドクター 老木の治療に生涯をささげる樹医・山野忠彦』（根岸佐千子写真、くもん出版、くもんのノンフィクション・愛のシリーズ） 1988
- 『感動をフィルムにきざめ 記録映画の鬼とよばれた映画カメラマン林田重男』（かみやしん絵、PHP研究所、PHP愛と希望のノンフィクション） 1990
- 『出稼ぎ日系外国人労働者』（明石書店、シリーズ外国人労働者） 1991
- 『沖縄の心を染める 伝統の紅型を復興させた城間栄喜の物語』（くもん出版、くもんのノンフィクション・愛のシリーズ） 1992
- 『アマゾンにかけた夢』（文・写真、国土社、子どもドキュメント） 1993
- 『銀盤のエンジェル 伊藤みどり物語』（エフエー出版） 1993
- 『負けとったらいかんじゃん 「1リットルの涙」物語』（みのしまきぬよ絵、マルス出版、にんげんの「生き方」シリーズ） 1993
- 『喜納昌吉「祈り」』（七賢出版） 1994
- 『九月の祈り 伊勢湾台風と闘った人びと』（六法出版社） 1995
- 『グリム童話の旅』（京都書院アーツコレクション） 1997
- 『ブラジルの大地に生きて 「日系移民の母」渡辺トミ・マルガリーダの生涯』（くもん出版） 1998
- 『ブラジルヘ 日本人移民物語』（草の根出版会、母と子でみる） 1999
- 『北洋フロンティア 漁業家・菊地鉄彌が駈け抜けた近代日本』（毎日新聞社） 1999
- 『風のゴング 夢は勇気とともに 少年ボクサーの挑戦』（KTC中央出版） 2000

### 共編著
- 『移民史』全3巻（今野敏彦共編著、新泉社） 1984 - 1986
- 『日本人移民 写真・絵画集成』全4巻（編著、日本図書センター） 1997